# Effetto pinch
L'effetto pinch è un fenomeno fisico dovuto alla mutua attrazione tra conduttori paralleli percorsi da correnti di uguale senso. È detto anche strizione magnetica.
Deriva dall'inglese pinch = strozzatura
Osservato in un condotto di fluido ionizzato in cui le correnti indotte da brusche variazioni di un campo magnetico creavano delle vere strozzature, tale effetto si è rivelato fondamentale nello studio delle tecniche di confinamento del plasma per i reattori nucleari a fusione.
Infatti poiché il plasma è composto di particelle cariche negativamente e positivamente è possibile farlo attraversare da corrente elettrica. Dato che una corrente elettrica genera un campo magnetico che l'avvolge, questo finisce per strizzare il plasma stesso, il che comporta una maggiore concentrazione del flusso elettrico nel plasma che incrementa il campo magnetico e produce un pinch maggiore, e così via.
A questa idea si lavora nei laboratori Sandia, nel Nuovo Messico, dove hanno messo a punto una macchina capace di generare una scarica da 20 milioni di ampere, incrementando la quale sarà possibile raggiungere la temperatura di ignizione della fusione nucleare.